# Чёрная, Татьяна Михайловна
Татья́на Миха́йловна Чёрная (укр. Тетяна Михайлівна Чорна; 25 февраля 1981, Чернигов) — украинская футболистка, полузащитник. Вице-президент женского футбольного клуба ЦСКА.

## Карьера

### Клубная
Воспитанница школы черниговской «Легенды». За свою карьеру выступала в российских командах «Звезда-2005», «Лада», «Надежда» (Ногинск) и «Россиянка», а также за донецкий «Металлург-Донеччанка».

### В сборной
Участница Евро-2009 в составе сборной Украины.

## Достижения
- Чемпионка России: 2004, 2007, 2010
- Победительница Кубка России: 2005, 2006, 2008, 2009, 2010
- Чемпионка Украины: 2000
- Футболистка года на Украине: 2011
- Обладатель ITALY WOMEN’S CUP: 2005

## Личная жизнь
Татьяна проживает в подмосковных Химках (в Чернигове у неё проживают мать и брат). Замужем за футболистом Максимом Зиновьевым. Из других видов спорта она предпочитает фигурное катание. Владеет английским языком.
Домашнее животное: йоркширский терьер по кличке Леон[значимость факта?]. Автомобиль: Volkswagen Passat[значимость факта?]. Любимое число — 3[значимость факта?], поэтому Татьяна часто играла под номером 3 или 33[значимость факта?].